# Odontopera completa
Odontopera completa là một loài bướm đêm trong họ Geometridae.